# Ma con gran pena le reca giù
Ma con gran pena le reca giù è una frase usata nelle scuole italiane come strumento di memorizzazione per insegnare i nomi della partizione delle Alpi italiane agli studenti. Le parole della frase infatti ricordano le partizioni della catena principale alpina, ordinate da ovest verso est, in tal modo:
- ma: Marittime,
- con: Cozie,
- gran: Graie,
- pena: Pennine,
- le: Lepontine,
- re-ca: Retiche e Carniche,
- giù: Giulie.

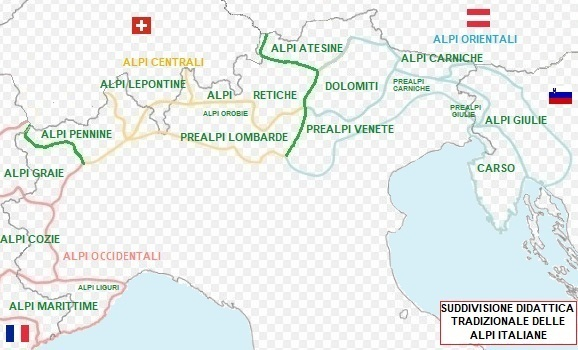
Le Alpi italiane: lungo il confine con Francia, Svizzera, Austria e Slovenia corre la catena principale alpina, le cui partizioni sono ricordate dalla nota filastrocca; le altre partizioni indicate nella carta non fanno parte dello spartiacque principale

Alternativamente è utilizzata una frase più lunga, che permette l'inserimento delle Alpi Atesine, tra le Retiche e le Carniche; tale frase rispetta appieno la suddivisione didattica tradizionale delle Alpi ed abbina ogni parola ad un solo settore alpino: Ma con gran pena le reti Attilio cala giù, ossia:
- ma: Marittime;
- con: Cozie,
- gran: Graie,
- pena: Pennine,
- le: Lepontine,
- reti: Retiche
- Attilio: Atesine,
- cala: Carniche,
- giù: Giulie.

Il modo di dire non tiene conto delle Alpi Liguri, in quanto considerate una sezione autonoma delle Alpi soltanto nel sistema di suddivisione delle Alpi denominato SOIUSA, del 2005; nella Partizione delle Alpi e nella suddivisione didattica tradizionale le alpi Liguri sono invece considerate il gruppo più orientale delle Alpi Marittime. 

## Altre versioni
(Luca Goldoni)
Altre frasi alternative sonoː
- "Ma con gran pena le reti a te calo giù"[3];
- "Ma con gran pena le reti Antonio cala giù"[3];
- Ma con gran pena le recano giù: variante che aggiunge le Alpi Noriche (recano), seppur in posizione erronea dato che in realtà si trovano più ad ovest delle Carniche.[senza fonte]
- Ma con gran pena le reti calano giù: altra frase di senso compiuto comprendente le Noriche, ma col medesimo errore nell'ordine della precedente.[senza fonte]
- Ma con gran pena le reti [Antonio/Attilio] non calò giù: come sopra, ma con l'ordine corretto.[senza fonte]